# Mistrzostwa Świata w Kinballu 2017
Mistrzostwa Świata w Kinballu 2017
Mistrzostwa Świata w Kinballu odbyły się w Japonii a dokładniej w Chuo City Sports and Fitness Center w Tokio w dniach 31 października-5 listopada 2017 roku. W kategorii męskiej oraz żeńskiej wystąpiło 11 reprezentacji, dodatkowo podobnie jak w latach ubiegłych rozegrano Klubowe Mistrzostwa Świata w dwóch kategoriach: Amateur oraz Pro.

## Punktacja
Za zwycięstwo w meczu drużyna dostaje 10 punktów, za drugie miejsce 6 punktów a za trzecie 2 punkty. Do tego dodawany jest bonus za grę fair play w wysokości pięciu punktów (za każde przewinienie jeden punkt mniej) oraz po jednym punkcie za każdy wygrany okres gry, czyli za zwycięstwo bez przewinień drużyna dostaje 18 punktów.

## System rozgrywek
W eliminacjach występowały wszystkie drużyny i każda z nich rozgrywała trzy mecze, na podstawie małych punktów dziewięć najlepszych reprezentacji przechodziło do kolejnego etapu BO9 (Best of 9), tam każda z ekip rozgrywała tylko jeden mecz, sześć najlepszych awansowały do rundy BO6 (Best of 6) gdzie rozgrywały kolejny mecz i kolejne trzy najgorzej punktujące (sumując punkty z BO9 oraz BO6) odpadały z rywalizacji. Ostatnie trzy reprezentacje tworzę komplet finalistów.

## Wyniki

### Wyniki mężczyźni
| Mecz      | 1 miejsce  | 2 miejsce  | 3 miejsce         |
| --------- | ---------- | ---------- | ----------------- |
| 1         | Francja    | Szwajcaria | Hongkong          |
| 2         | Czechy     | Belgia     | Korea             |
| 3         | Kanada     | Hiszpania  | Hongkong          |
| 4         | Japonia    | Chiny*     | Dania*            |
| 5         | Szwajcaria | Czechy     | Dania             |
| 6         | Francja    | Chiny*     | Korea Południowa* |
| 7         | Kanada     | Belgia*    | Dania*            |
| 8         | Japonia    | Szwajcaria | Hiszpania         |
| 9         | Czechy     | Chiny      | Hongkong          |
| 10        | Belgia     | Francja    | Hiszpania         |
| 11        | Kanada     | Japonia*   | Korea Południowa* |
| 12        | Japonia    | Czechy     | Chiny             |
| BO9#1(12) | Szwajcaria | Francja    | Hiszpania         |
| B09#2(13) | Kanada     | Belgia     | Hongkong          |
| BO9#3(14) | Francja    | Chiny*     | Belgia*           |
| BO6#1(15) | Japonia    | Czechy     | Szwajcaria        |
| BO6#2(16) | Kanada     | Francja*   | Belgia*           |
| BO6#3(17) | Hiszpania  | Chiny      | Hongkong          |
| Finał(18) | Kanada     | Japonia    | Czechy            |

### Tabela końcowa Mężczyźni
| Miejsce | Reprezentacja    |
| ------- | ---------------- |
| 1       | Kanada           |
| 2       | Japonia          |
| 3       | Czechy           |
| 4       | Szwajcaria       |
| 5       | Francja          |
| 6       | Belgia           |
| 7       | Hiszpania        |
| 8       | Chiny            |
| 9       | Hongkong         |
| 10      | Dania            |
| 11      | Korea Południowa |

### Tabela końcowa Kobiety
| Miejsce | Reprezentacja    |
| ------- | ---------------- |
| 1       | Kanada           |
| 2       | Japonia          |
| 3       | Francja          |
| 4       | Belgia           |
| 5       | Czechy           |
| 6       | Korea Południowa |
| 7       | Chiny            |
| 8       | Hiszpania        |
| 9       | Hong Kong        |
| 10      | Szwajcaria       |
| 11      | Singapur         |